# Lucan
Lucan (irisch Leamhcán; dt.: „Platz der Ulmen“) ist ein Außenbezirk von Dublin, Irland. 

## Bevölkerung
Für Lucan sind bei der Volkszählung 2022 die Ergebnisse für die vier Electoral Divisions (ED): Lucan–Esker, Lucan–St.Helen’s, Lucan Heights und Lucan North jeweils einzeln ausgewiesen. Insgesamt hatte Lucan 57.550 Einwohner. Dabei gehört Lucan North zum County Fingal.

## Lage und Verkehrsanbindung
Lucan ist eine große Vorstadt im Westen der irischen Hauptstadt Dublin. Sie liegt in 13 km Entfernung vom Stadtzentrum Dublins am Zusammenfluss von Liffey und deren Zufluss, dem River Griffeen, über den, mit der King John’s Bridge die älteste Brücke Irlands führte. Sie liegt auch am Motorway M4, der früheren Nationalstraße N4 von Dublin nach Sligo, und nahe der N7 (Dublin–Limerick City) und des M50, der westlichen Ringautobahn um Dublin.
Der öffentliche Nahverkehr wird durch mehrere Linien von Dublin Bus abgedeckt; eine Luas-Strecke und die Anbindung an die geplante Dublin Metro ist vorgesehen, ebenso der (Wieder-)Anschluss an den überregionalen Schienenverkehr in Irland durch Iarnród Éireann.

## Vergangenheit und Gegenwart
Als Cromwell Mitte des 17. Jahrhunderts nach Irland kam, war Lucan ein Dorf mit 120 Bewohnern. 1758 wurde eine schwefelhaltige Quelle in Lucan entdeckt und der Ort ein beliebtes Ausflugsziel für die Dubliner. Im Zuge des Wirtschaftsaufschwungs in Irland im späten 20. Jahrhundert entwickelte sich Lucan schließlich in Richtung einer Trabantenstadt Dublins: Während der alte Teil des Ortes seinen Charakter weitgehend wahren konnte, entstanden dabei im Süden und Osten der Stadt seit Anfang der 1990er-Jahre große, architektonisch einförmige Neubaugebiete mit zahllosen Mittelklasse-Einfamilienhäusern für Dublin-Pendler.

## Persönlichkeiten
- Patrick Sarsfield, 1. Earl of Lucan (~1650/1660–1693), Jakobitenführer
- James Gandon (1742–1823), Architekt
- John Curran (* 1947), Politiker
- Conor McGregor (* 1988), Kampfsportler
- Jedward (* 1991), Sängerduo